# Antoine Cuypers
Antoine Cuypers is een Belgische scenarist en filmregisseur.

## Werk
Regisseur
- Autonomie de la volonté (2009), kortfilm
- Les sauvages (2010), kortfilm
- A New Old Story (2012), kortfilm
- Préjudice (2015), film

Scenarist
- Autonomie de la volonté (2009), kortfilm
- Les sauvages (2010), kortfilm
- A New Old Story (2012), kortfilm
- Que la suite soit douce de Alice De Vestele (2012), kortfilm
- Préjudice (2015), film

## Erkentelijkheden
- 2012 - Beste regisseur (Festival international du film francophone de Namur) voor A New Old Story
- 2012 - Nominatie Prix des centres culturels (Brussels Short Film Festival)
- 2013 - Prijs van de jury (Festival du film court francophone Un poing c'est court) voor A New Old Story
- 2013 - Publieksprijs (Athens International Short Film Festival Psarokokalo) voor A New Old Story